# Death Tube 2
 (juin 2024).
Série
Death Tube
(2010)
Pour plus de détails, voir Fiche technique et Distribution.
Death Tube 2 (殺人動画サイト　デスチュブ 2) est un film japonais réalisé par Yōhei Fukuda, sorti en 2010.

## Fiche technique
- Titre original : 殺人動画サイト　デスチュブ2
- Titre international : Death Tube 2
- Réalisation : Yōhei Fukuda
- Scénarios : Michitaka Okada
- Société de production :
- Musique : Masako Makino
- Pays d'origine : Japon
- Lieu de tournage : Japon
- Langue : japonais
- Genre : Horreur
- Durée : 103 minutes
- Date de sortie : 
  - Japon : 2010

## Distribution
- Fuka Nishihara :
- Kazushige Sakaguchi :
- Hiroaki Kawatsure :
- Ao Akiyama :
- Naomi Inoue :
- Norizuke Matsukawa :